# Джон Девітт
Джон Девітт (англ. John Devitt, 4 лютого 1937 — 17 серпня 2023) — австралійський плавець.
Олімпійський чемпіон 1956, 1960 років.